# Iniciativa de Partits Comunistes i Obrers
La Iniciativa de Partits Comunistes i Obrers, o simplement Iniciativa, va ser una internacional marxista-leninista europea. La Iniciativa comptava amb 31 partits membres, principalment d'Europa, dels quals el Partit Comunista de Grècia (KKE) era el principal.
Va ser creada l'1 d'octubre de 2013 i el seu objectiu era "contribuir a la investigació i l'estudi dels afers relatius a Europa, particularment relatius a la UE, la línia política que s'estableix en el seu marc i té impacte a les vides dels treballadors, així com ajudar a l'elaboració de posicions conjuntes dels partits i la coordinació de la seva solidaritat i altres iniciatives".
A la reunió fundacional es van escollir els membres del seu Secretariat que van ser el Partit Comunista d'Eslovàquia, el Partit Comunista dels Pobles d'Espanya, el Partit Comunista de Grècia, el Partit Obrer Hongarès, el Partit dels Treballadors d'Irlanda, el Partit Comunista a Itàlia, el Partit Socialista de Letònia, el Partit Comunista de Suècia i el Partit Comunista de Turquia.
Fruit de la divisió entre el Partit Comunista dels Pobles d'Espanya i el que seria el Partit Comunista dels Treballadors d'Espanya, va ser el segon el que va mantenir la participació a la internacional, retirant-se el PCPE.
Deu anys després de la seva creació, l'organització es va dissoldre arran de diferències ideològiques i polítiques sobre la invasió russa d'Ucraïna. Poc després, el Partit Comunista de Grècia va impulsar la creació d'una nova estructura internacional anomenada Acció Comunista Europea.

## Antics membres
| Pais                       | Partit | Last national or European election         | Diputats | Parlament Europeu |
| -------------------------- | --- | ------------------------------------------ | -------- | ----------------- |
| Àustria                    | Partit del Treball d'Àustria (PdA, Partei der Arbeit Österreichs)                                                                   | No va participar                           | 0 / 183  |                   |
| Belarus                    | Partit Comunista dels Treballadors de Belarús (BKPT, Kamunistyčnaja partyja pracoŭnych Bielarusi)                                   | No va participar                           | 0 / 110  | Fora de la UE     |
| Bulgària                   | Partit dels comunistes búlgars (PBK, Partiya na Bulgarskite Komunisti)                                                              | No va participar                           | 0 / 240  | –                 |
| Bulgària                   | Unió de comunistes a Bulgària (SKB, Sayuz na Komunistite v Balgariya)                                                               | No va participar                           | 0 / 240  | –                 |
| Croàcia                    | Partit Socialista Obrer de Croàcia (SRP, Socijalistička radnička partija Hrvatske)                                                  | 2,149 (0.13%)                              | 0 / 151  | –                 |
| Dinamarca                  | Partit Comunista a Dinamarca (KPiD, Kommunistisk Parti i Danmark)                                                                   | No va participar                           | 0 / 175  | –                 |
| Finlàndia                  | Partit Comunista dels Treballadors - Per la Pau i el Socialisme (KTP, Kommunistinen Työväenpuolue – Rauhan ja Sosialismin Puolesta) | 1,240 (0.04%)                              | 0 / 200  |                   |
| França                     | Partit Comunista Revolucionari de França(PCRF, Parti communiste révolutionnaire de France)                                          | 259 (0,0%)                                 | 0 / 577  | –                 |
| França                     | Pol del renaixement comunista a França(PRCF, Pôle de renaissance communiste en France)                                              | No va participar                           | 0 / 577  | –                 |
| Georgia                    | Partit Comunista Unificat de Geòrgia (SEKP, Sakartvelos Ertiani Komunisturi Partia)                                                 | No va participar                           | 0 / 150  | Fora de la UE     |
| Grècia                     | Partit Comunista de Grècia (KKE, Kommounistikó Kómma Elládas)                                                                       | 401,224 (7.69%)                            | 21 / 300 | 2 / 21            |
| Irlanda i Irlanda del Nord | Partit dels Treballadors d'Irlanda (Páirtí na nOibrithe)                                                                            | 1,195 (0.1%) (Irlanda)                     | 0 / 160  | –                 |
| Irlanda i Irlanda del Nord | Partit dels Treballadors d'Irlanda (Páirtí na nOibrithe)                                                                            | 839 (0.10%) (Irlanda del Nord)             | 0 / 90   |                   |
| Letònia                    | Partit Socialista Letó (LSP, Latvijas Sociālistīskā partija)                                                                        | Dins del Partit Socialdemòcrata "Harmonia" | 0 / 100  |                   |
| Lituània                   | Front Popular Socialista (SPF, Socialistinis liaudies frontas)                                                                      | No va participar                           | 0 / 141  |                   |
| Macedònia del Nord         | Partit Comunista de Macedònia (1992) (KPM, Комунистичката партија на Македонија)                                                    | No va participar                           | 0 / 120  |                   |
| Malta                      | Partit Comunista de Malta (PK, Partit Komunista Malti)                                                                              | No va participar                           | 0 / 67   |                   |
| Moldàvia                   | Moviment Marxista Resistència Popular(Rezistența)                                                                                   | No va participar                           | 0 / 101  |                   |
| Noruega                    | Partit Comunista de Noruega (NKP, Norges Kommunistiske Parti)                                                                       | 308 (0.00%)                                | 0 / 169  | Fora de la UE     |
| Polònia                    | Partit Comunista Polonès (2002) (KPP, Komunistyczna Partia Polski (2002))                                                           | No va participar                           | 0 / 460  | –                 |
| Rússia                     | Partit Comunista de la Unió Soviètica (2001)(KPSS, Kommunističeskaja partija Sovetskogo Sojuza)                                     | No va participar                           | 0 / 450  | Fora de la UE     |
| Rússia                     | Partit Comunista Obrer Rus - PCUS (RKRP, Rossiyskaya kommunisticheskaya rabochaya partiya)                                          | No va participar                           | 0 / 450  | Fora de la UE     |
| Sèrbia                     | Nou Partit Comunista de Iugoslàvia (NKPJ, Nova komunistička partija Jugoslavije)                                                    | No va participar                           | 0 / 250  | Fora de la UE     |
| Eslovàquia                 | Partit Comunista d'Eslovàquia (KSS, Komunistická strana Slovenska)                                                                  | 6,199 (0.63%) (amb VZDOR)                  | 0 / 150  | –                 |
| Espanya                    | Partit Comunista dels Treballadors d'Espanya(PCTE, Partido Comunista de los Trabajadores de España)                                 | 14,189 (0.05%)                             | 0 / 350  | –                 |
| Suècia                     | Partit Comunista de Suècia (SKP, Sveriges Kommunistiska Parti)                                                                      | 974 (0.02%)                                | 0 / 349  | –                 |
| Turquia                    | Partit Comunista de Turquia (TKP, Türkiye Komünist Partisi)                                                                         | No va participar                           | 0 / 600  | Fora de la UE     |
| Ucraïna                    | Unió de Comunistes d'Ucraïna (SKU, Soyuz komunistiv Ukrayini)                                                                       | No va participar                           | 0 / 450  | Fora de la UE     |
| Regne Unit                 | Nou Partit Comunista de Gran Bretanya (NCP)                                                                                         | No va participar                           | 0 / 650  | Fora de la UE     |

### Membres retirats
| Pais    | Partit                                                         | Notes |
| ------- | -------------------------------------------------------------- | --- |
| Txèquia | Partit Comunista de Bohèmia i Moràvia                          | |
| Turquia | Partit Comunista (KP, Komünist Parti)                          | Després de la divisió al 2014, el nou Partit Comunista va participar en la internacional fins a la recuperació del Partit Comunista de Turquia (TKP). |
| Espanya | Partit Comunista dels Pobles d'Espanya                         | Després de la divisió de 2019, es va retirar, mantenint la participació el nou PCTE.                                                                  |
| Hongria | Partit Comunista Hongarès dels Treballadors(Magyar Munkáspárt) | Retirat l'agost de 2023. |
| Itàlia  | Partito Comunista (Itàlia) (PC, Partito Comunista)             | Retirat l'agost de 2023. |